# Oleksiivka, Zhurivka
Oleksiivka (în ucraineană Олексіївка) este un sat în comuna Seredivka din raionul Zhurivka, regiunea Kiev, Ucraina.

## Demografie
Componența lingvistică a localității Oleksiivka
     Ucraineană (100%)
Conform recensământului din 2001, toată populația localității Oleksiivka era vorbitoare de ucraineană (100%).